# Brug 1017

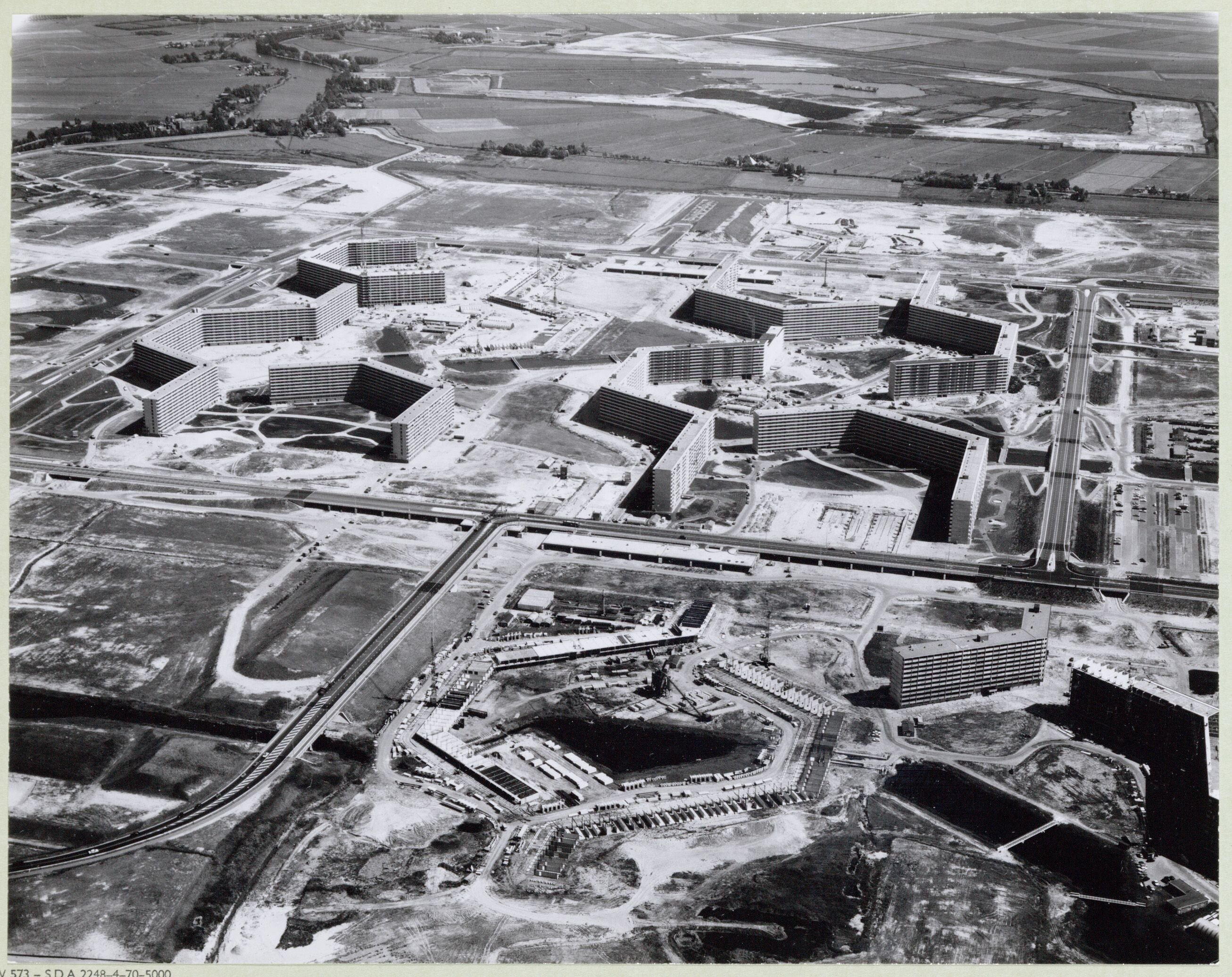
T-vormige brug 1017 linksonder in Bijlmerdreef en Elsrijkdreef (1970)

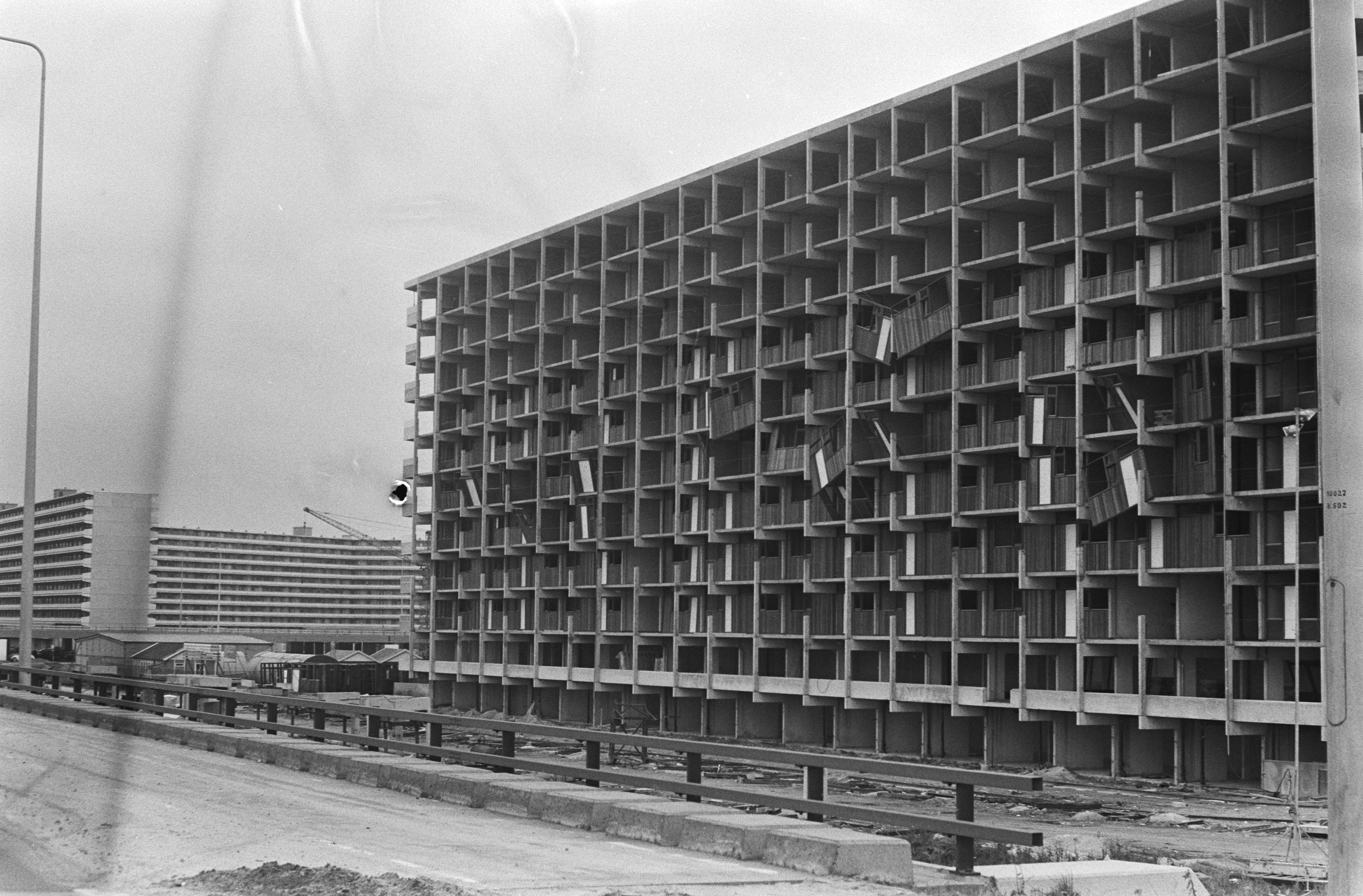
Gliphoeve in aanbouw; voorgrond brug 1017 in de Elsrijkdreef, midden links nog een deel viaduct Bijlmerdreef (1971)

Brug 1017 was een bouwkundig kunstwerk in Amsterdam-Zuidoost.
Ze maakte vanaf 1966 deel uit van de infrastructuur van deze toen nog toekomstige woonwijk. In de woonwijk werd een systeem van gescheiden verkeersstromen geïntegreerd. Snelverkeer werd afgewikkeld via dreven op een dijklichaam, langzaam verkeer werd afgewikkeld op straten en paden op maaiveld niveau. Om dit te kunnen realiseren was een groot pakket aan bruggen en viaducten nodig. Deze werden voor het merendeel ontworpen door architect Dirk Sterenberg voor of in samenwerking met de Dienst der Publieke Werken. Sterenberg ontwierp daarbij viaducten en bruggen in allerlei maten. Een van de grootste viaducten was deze brug 1017 die zorgde voor de T-kruising van de Bijlmerdreef en Elsrijkdreef, dat op een verhoogd niveau lag. In de periode 1966-1970 lag het viaduct er wat verlaten bij in een grote zandvlakte. De kruising was dan alleen een hoek in de Bijlmerdreef; vanaf 1970 werd die dreef verder getrokken naar het oosten. De viaducten van Sterenberg zijn te herkennen aan de afgeronde randplaten, de standaard leuningen, de betegeling van de taluds en betonblokken op het wegdek. Dit viaduct 1017 met een lengte van 460 meter strekte zich uit vanaf de kruising Bijlmerdreef en Groesbeekdreef dat (nog) op een heuvel lag tot de bebouwing van Grubbehoeve ten zuiden van de Bijlmerdreef. Ze had een zijtak van ongeveer zestig meter in de Elsrijkdreef. Onder deze viaducten en aangelegen parkeergarages lag het door Evert Jelle Jelles ontworpen winkelcentrum Ganzenhoef met maar liefst 28 ingangen dat in 1975 werd geopend.
Bij nieuw inzicht in de jaren negentig zag de Gemeente Amsterdam liever dat het oostelijke stuk van de Bijlmerdreef vanaf de Gooiseweg geen weg voor snelverkeer meer bleef, maar een brede stadsstraat met middenberm. Het dijklichaam werd afgegraven en de kruising Bijlmerdreef en Elsrijkdreef kwam daar ook op maaiveldniveau te liggen. Een aantal hoogbouwflats maakten plaats voor laagbouw woningen. Het viaduct werd dus overbodig en verdween net als brug 1015 en brug 1016. Elders in het stadsdeel zijn de bruggen van Sterenberg behouden gebleven, bijvoorbeeld de wel veel kleinere Putterbrug (brug 1014), die circa een kilometer naar het westen in hetzelfde ontwerp in dezelfde dreef ligt.
Met brug 1017 verdwenen ook parallelviaducten brug 1054, brug 1079 en brug 1080 maar ook het verloederde winkelcentrum Ganzenhoef uit het straatbeeld. In de nieuwbouw verscheen winkelcentrum Ganzenpoort.
In het noordwestelijk kwadrant van de kruising staan de flats Geldershoofd en Gravestein, voorheen het beruchte Gliphoeve. De kinderboerderij met die naam staat er ook nog steeds. De kruising werd een rotonde en daarmee filegevoelig in tegenstelling tot de verhoogde dreef.
<<< · 1000 · 1001 · 1002 · 1003 · 1004 · 1005 · 1006 · 1007 · 1008 · 1009 · 1010 · 1011 · 1012 · 1013 · 1014 · 1018 · 1028 · 1029 · 1030 · 1032 · 1033 · 1034 · 1035 · 1036 · 1037 · 1038 · 1039 · 1040 · 1041 · 1044 · 1045 · 1046 · 1048 · 1049 · 1050 · 1051 · 1062 · 1063 · 1064 · 1065 · 1066 · 1067 · 1076 · 1077 · 1078 · 1083 · 1090 · 1092 · 1093 · 1094 · 1095 · 1096 · 1097 · 1098 · 1099 · >>>
Brugnummers  1015, 1016, 1017, 1019, 1020, 1021, 1022, 1023, 1024, 1025, 1026, 1027, 1031, 1042, 1043, 1047, 1052/1053 (niet gebouwd), 1054, 1055, 1056, 1057, 1058, 1059, 1060, 1061, 1068, 1069-1075, 1079, 1080, 1081, 1082, 1084-1088, 1089 en 1091 (onbekend) zijn niet meer vergeven. De meesten daarvan zijn gesloopt in verband met sanering Zuidoost. Alle bruggen lagen en liggen in Zuidoost behalve bruggen 1000 en 1002.